# Liste der Biografien/Baur
Liste der Biografien |
Portal Biografien |
Personensuche
# |
A |
B |
C |
D |
E |
F |
G |
H |
I |
J |
K |
L |
M |
N |
O |
P |
Q |
R |
S |
T |
U |
V |
W |
X |
Y |
Z |
?
 
Ba |
Be |
Bd |
Bg |
Bh |
Bi |
Bj |
Bl |
Bm |
Bn |
Bo |
Br |
Bs |
Bu |
Bw |
By |
Bz
 
Baa |
Bab |
Bac |
Bad |
Bae |
Baf |
Bag |
Bah |
Bai |
Baj |
Bak |
Bal |
Bam |
Ban |
Bao |
Bap |
Baq |
Bar |
Bas |
Bat |
Bau |
Bav |
Baw |
Bax–Baz
 
Baub |
Bauc |
Baud |
Baue |
Bauf |
Baug |
Bauh |
Bauk |
Baul |
Baum |
Baun |
Baup |
Bauq |
Baur |
Baus |
Baut |
Bauv |
Bauw |
Baux |
Bauy |
Bauz
Die Liste der Biografien führt alle Personen auf, die in der deutschsprachigen Wikipedia einen Artikel haben. Dieses ist eine Teilliste mit 178 Einträgen von Personen, deren Namen mit den Buchstaben „Baur“ beginnt.

## Baur
- Baur de Betaz, Wilhelm (1883–1964), deutscher Generalleutnant im Zweiten Weltkrieg
- Baur von Eysseneck, Johann Martin (1577–1634), Kaiserlicher Rat und Schultheiß
- Baur, Albert (1829–1919), württembergischer Oberamtmann
- Baur, Albert (1835–1906), deutscher Maler
- Baur, Albert (1856–1933), deutscher Apotheker, Chemiker und Erfinder
- Baur, Albert (1867–1959), deutscher Historienmaler, Landschaftsmaler, Tiermaler und Kriegsmaler der Düsseldorfer Schule
- Baur, Albert (1877–1949), Schweizer Romanist, Kunsthistoriker und Bibliothekar
- Baur, Albert (1920–2012), deutscher Bauingenieur und Fachbuchautor
- Baur, Albert Otto (1834–1868), deutscher Mediziner, Physiologe und vergleichender Anatom bzw. Zoologe
- Baur, Alex (* 1961), Schweizer Journalist und Autor
- Baur, Alex (* 1997), deutscher Journalist, Reporter und Moderator
- Baur, Alexander (1857–1909), deutscher Jurist und Senator der Stadt Altona
- Baur, Alexander (* 1982), deutscher Kriminologe, Strafrechtswissenschaftler und Hochschullehrer
- Baur, Alfred (1925–2008), österreichischer Heilpädagoge und Sprachtherapeut
- Baur, Anton (1899–1956), deutscher Maler und Politiker (SPD), MdL
- Baur, Arthur (1915–2010), Schweizer Journalist und Sprachwissenschaftler
- Baur, Benedikt (1877–1963), deutscher Ordensgeistlicher, Theologe, Erzabt von Beuron
- Baur, Benno, Schweizer Ruderer
- Baur, Brunhilde (1935–2004), deutsche Verlegerin
- Baur, Bruno (* 1955), Schweizer Biologe und Professor für Naturschutzbiologie an der Universität Basel
- Baur, Carl von (1836–1911), deutscher Geologe und Paläontologe
- Baur, Carl Wilhelm (1820–1894), deutscher Mathematiker
- Baur, Caroline (* 1994), Schweizer Rennradfahrerin im Team Israel Premier Tech Roland
- Baur, Christian (* 1977), deutscher Koch
- Baur, Christine (* 1957), österreichische Politikerin (Grüne), Landesrätin in Tirol
- Baur, Christine Anne (* 1952), US-amerikanische Stuntfrau und Schauspielerin
- Baur, Chrysostomus (1876–1962), deutscher Patrologe
- Baur, Cornelius (* 1962), deutscher Unternehmensberater
- Baur, Daniel (* 1999), schottischer Fußballspieler
- Baur, David (* 1977), bildender Künstler
- Baur, Eleonore (1885–1981), deutsche SS-Oberführerin im Konzentrationslager Dachau
- Baur, Elmar F. (* 1941), deutscher Unternehmer
- Baur, Emil (1873–1944), deutscher Chemiker, Hochschullehrer an der ETH Zürich
- Baur, Erich (1879–1956), Oberbürgermeister der Stadt Bottrop
- Baur, Ernst (1889–1966), deutscher Schriftsteller
- Baur, Erwin (1875–1933), deutscher Arzt, Botaniker, Genetiker, Rassenhygieniker und Züchtungsforscher
- Baur, Esperanza (1920–1961), mexikanische Schauspielerin, zweite Ehefrau von John WayneEsperanza Baur (1920–1961)

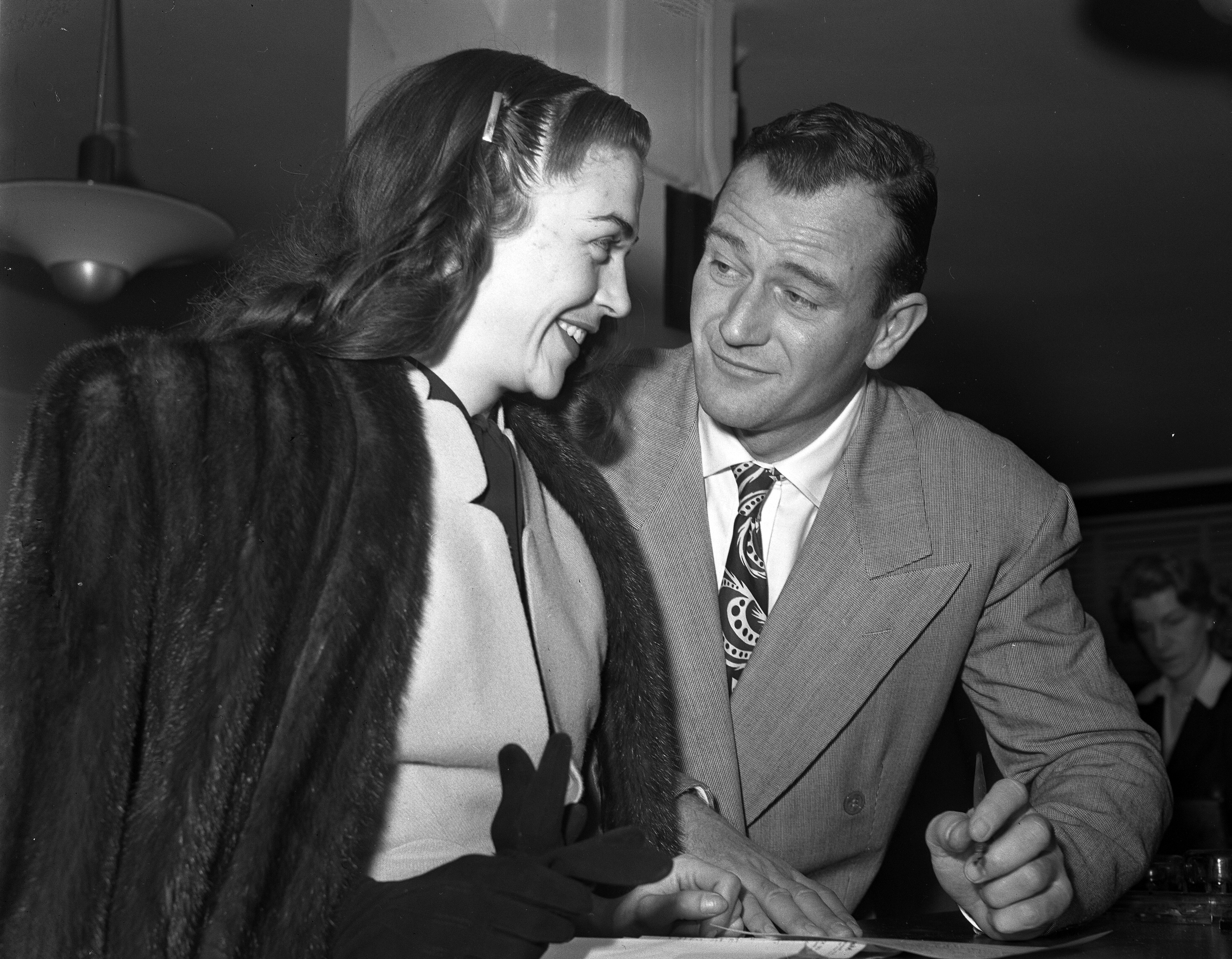
Esperanza Baur (1920–1961)

- Baur, Eva Gesine (* 1960), deutsche Kulturhistorikerin und Schriftstellerin
- Baur, Felix (1992–2013), Schweizer Radrennfahrer
- Baur, Ferdinand Christian (1792–1860), deutscher Kirchen- und Dogmenhistoriker
- Baur, Fetzi (* 1951), deutscher Kunstfotograf in den Bereichen der Porträt- und Architekturfotografie
- Baur, Franklyn (1903–1950), US-amerikanischer Tenor
- Baur, Franz (1887–1977), deutscher Meteorologe
- Baur, Franz (* 1958), österreichischer Komponist
- Baur, Franz von (1830–1897), deutscher Forstwissenschaftler
- Baur, Friedrich (1829–1893), deutscher Jurist, MdL (Württemberg)
- Baur, Friedrich (1890–1965), deutscher Unternehmer
- Baur, Friedrich (1900–1977), bayerischer Senator, Gärtnereibesitzer
- Baur, Friedrich (1927–2006), deutscher Industriemanager, Vorstandsmitglied von Siemens und Vorstandsvorsitzender von ZF Friedrichshafen
- Baur, Fritz (1911–1992), deutscher Jurist, Professor der Eberhard Karls Universität Tübingen
- Baur, Fritz Rolf (* 1945), deutscher Politiker (SPD)
- Baur, Gabriel, Schweizer Filmregisseurin und Autorin
- Baur, Georg (1572–1635), württembergischer Maler und Bürgermeister von Tübingen
- Baur, Georg (1859–1898), deutscher Paläontologe und Zoologe (Herpetologe)
- Baur, Georg (1859–1935), deutscher Bauingenieur und Industrie-Manager
- Baur, Georg (1881–1965), deutscher Politiker (DNVP, CNBL), MdR
- Baur, Georg (1895–1975), deutscher Politiker (CDU), MdB, MdL
- Baur, Georg Friedrich (1768–1865), deutscher Kaufmann und Eigentümer des Baurs Parks im heutigen Hamburger Stadtteil Blankenese
- Baur, Gerhard (* 1947), deutscher Bergsteiger, Kameramann und Bergfilmer
- Baur, Gerhard W. (1932–2012), deutscher Germanist, Linguist und Dialektologe
- Baur, Gisela (* 1962), deutsche Journalistin und Autorin mit Schwerpunkt Finanzen
- Baur, Gracia (* 1982), deutsche Popsängerin
- Baur, Gustav (1816–1889), deutscher evangelischer Theologe
- Baur, Hans (1829–1897), deutscher Bildhauer
- Baur, Hans (1870–1937), Schweizer reformierter Pfarrer
- Baur, Hans (1897–1993), deutscher Pilot, SS-Gruppenführer und Generalleutnant der Waffen-SS und der Polizei, Adolf Hitlers Chefpilot und Führer der Flugstaffel „Reichsregierung“Hans Baur (1897–1993)

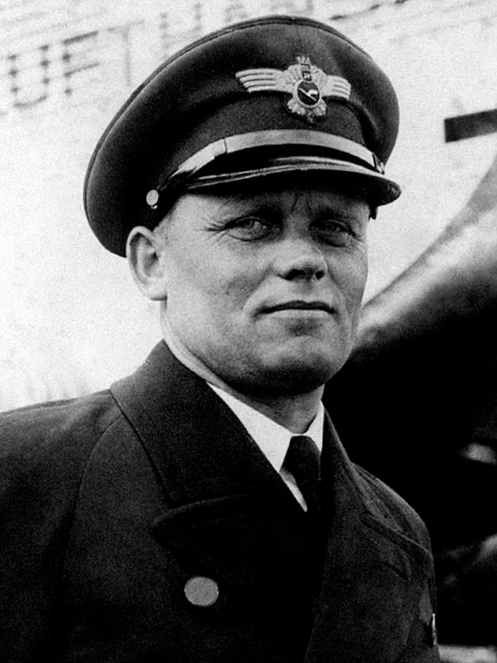
Hans Baur (1897–1993)

- Baur, Hans (1910–1986), bayerischer Volksschauspieler und Charakterdarsteller
- Baur, Hans (1929–2020), deutscher Manager, Vorstandsmitglied der Siemens AG
- Baur, Hans Wilhelm (1926–2015), deutscher Verleger
- Baur, Harry (1880–1943), französischer Schauspieler
- Baur, Heinrich Ludwig von (1817–1904), württembergischer Oberamtmann
- Baur, Helmut (* 1941), deutscher Unternehmer
- Baur, Helmut (* 1944), deutscher Radsportler
- Baur, Henri (1872–1932), österreichischer Ringer, Diskuswerfer und Tauzieher
- Baur, Hermann (1894–1980), Schweizer Architekt
- Baur, Ingolf (* 1964), deutscher Fernsehmoderator
- Baur, Jakob (1917–1999), Schweizer Politiker (BGB)
- Baur, Joachim (* 1957), österreichischer Künstler
- Baur, Johann (1766–1832), deutscher Kaufmann und zweiter Bürgermeister von Altona
- Baur, Johann Georg (1820–1849), deutscher Politiker
- Baur, Johann Heinrich (1730–1819), deutscher Kaufmann und Zweiter Bürgermeister von Altona
- Baur, Johann Jacob (1621–1706), württembergischer Politiker (Bürgermeister von Tübingen und Landschaftsabgeordneter), sowie Hofgerichtsassessor
- Baur, Johann Jakob (1729–1776), deutscher evangelischer Theologe, Orientalist und Philologe
- Baur, Johann M. (1930–2007), deutscher Amateurastronom und Asteroidenentdecker
- Baur, Johann Nepomuk (1826–1902), schwäbischer Landwirt und Politiker (Patriotenpartei, bayerische Zentrumspartei)
- Baur, Johann Nicola (1808–1874), deutscher Kaufmann und preußischer Abgeordneter
- Baur, Johann Wilhelm (1607–1640), deutscher Radierer, Miniaturmaler und Kupferstecher des Barocks
- Baur, Johannes (1795–1865), Zürcher Hotelier
- Baur, Johannes (1831–1900), Schweizer Baumeister und Stifter
- Baur, Jörg (1930–2022), deutscher evangelischer Theologe
- Baur, Josef (1857–1927), deutscher Verwaltungsbeamter
- Baur, Jürg (1918–2010), deutscher Komponist
- Baur, Jürgen (1935–2022), deutscher Rechtsanwalt und Verfasser des 1970 erstmals erschienenen juristischen Kommentars Investmentgesetze
- Baur, Jürgen (* 1943), deutscher Sportwissenschaftler, Hochschullehrer
- Baur, Jürgen F. (* 1937), deutscher Rechtswissenschaftler und Hochschullehrer
- Baur, Karin, Mathematikerin aus der Schweiz
- Baur, Karl (1866–1937), badischer Verwaltungsbeamter
- Baur, Karl (1881–1968), deutscher Bildhauer
- Baur, Karl (1898–1984), deutscher Verleger
- Baur, Karl (1901–1923), deutscher politischer Aktivist, Opfer eines Fememordes
- Baur, Karl (1911–1963), deutscher Pilot, Fluglehrer und Ingenieur
- Baur, Karl Albert von (1851–1907), deutscher Landschaftsmaler
- Baur, Karl Ludwig (1794–1838), württembergischer Oberamtmann
- Baur, Katharina (* 1988), deutsche Historikerin, Musikerin und Hörfunkmoderatorin
- Baur, Klaus Michael (* 1957), deutscher Verleger und Chefredakteur
- Baur, Konrad (* 1988), deutscher Politiker (CSU), MdL
- Baur, Leonhard (1896–1972), deutscher Politiker (CSU), MdL Bayern
- Baur, Lilo (* 1958), Schweizer Theaterschaffende
- Baur, Louis (1858–1915), Schweizer Kaufmann und Handelsagent
- Baur, Ludwig (1811–1877), deutscher Archivar und Diplomatiker
- Baur, Ludwig (1828–1893), deutscher Politiker, MdL Großherzogtum Hessen
- Baur, Ludwig (1871–1943), deutscher Theologe, Hochschullehrer und Politiker (Zentrum), MdL Württemberg
- Baur, Ludwig (1904–1977), deutscher Maler
- Baur, Lynn Oona (* 1988), deutsche Regisseurin und Drehbuchautorin
- Baur, Manfred (* 1959), deutscher Autor und Dokumentarfilmer
- Baur, Marcus (* 1971), deutscher Segelsportler
- Baur, Margrit (1937–2017), Schweizer Schriftstellerin
- Baur, Markus (* 1971), deutscher Handballspieler und -trainerMarkus Baur (* 1971)

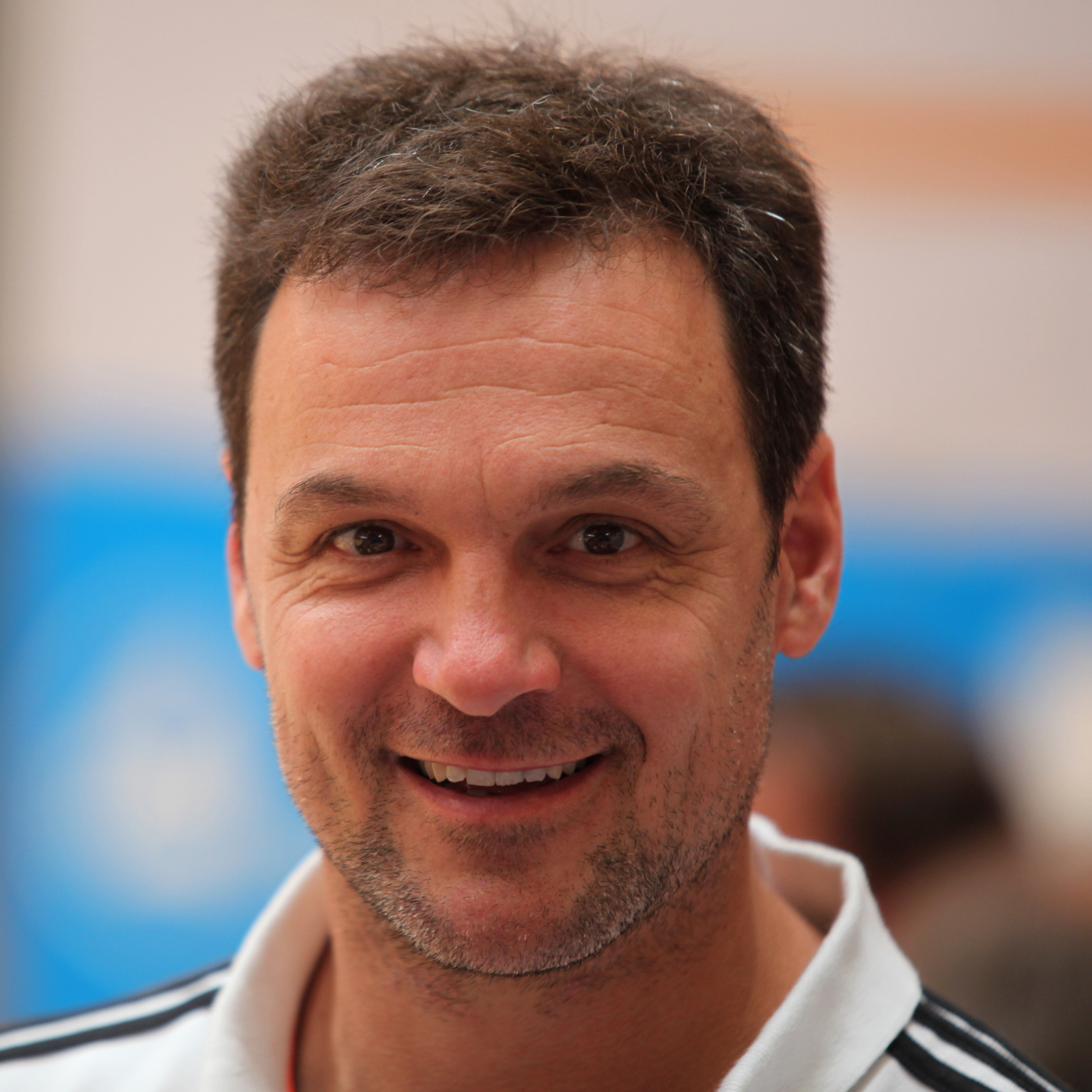
Markus Baur (* 1971)

- Baur, Martin (1720–1805), altösterreichischer Orgelbauer
- Baur, Matthias (* 1988), deutscher Handballspieler
- Baur, Max (1893–1936), deutscher Pharmakologe und Hochschullehrer
- Baur, Max (1898–1988), deutscher Fotograf und Ansichtskartenverleger
- Baur, Max Peter (* 1948), deutscher Mathematiker und Wissenschaftsmanager in der Universitätsmedizin
- Baur, Michael (* 1969), österreichischer Fußballspieler und -trainer
- Baur, Mika (* 2004), deutscher Fußballspieler
- Baur, Nikolaus (1816–1879), deutscher Maler
- Baur, Oskar (* 1902), deutscher politischer KZ-Häftling
- Baur, Patrick (* 1965), deutscher Tennisspieler
- Baur, Reimar Johannes (1928–2023), deutscher Schauspieler
- Baur, René (* 1985), italienischer Eishockeytorwart
- Baur, Ruedi (* 1956), Schweizer Designer
- Baur, Rupprecht S. (* 1943), deutscher Germanist
- Baur, Samuel (1768–1832), deutscher evangelischer Pfarrer und Literat
- Baur, Sebastian (* 1957), deutscher Sänger und GitarristSebastian Baur (* 1957)

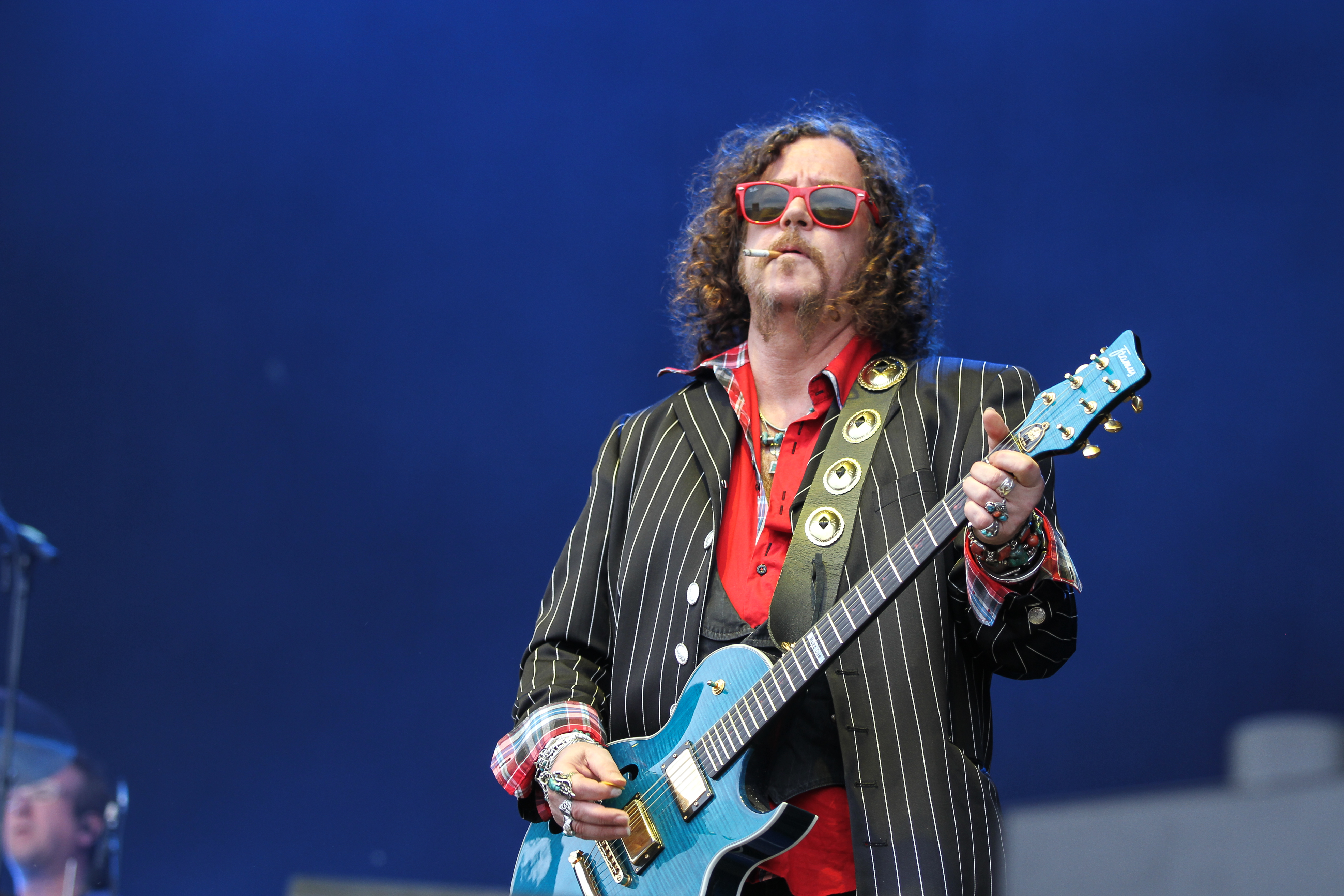
Sebastian Baur (* 1957)

- Baur, Siegfried (* 1943), italienischer Bildungswissenschaftler (Südtirol)
- Baur, Steffi (* 1993), deutsche Theaterschauspielerin
- Baur, Tobias (* 1997), Schweizer Freestyle-Skisportler
- Baur, Toni (1892–1971), deutscher Amtsbürgermeister und Landrat
- Baur, Uli (1956–2018), deutscher Journalist
- Baur, Ulla (* 1960), deutsche Konzertmeisterin
- Baur, Ulrike (* 1953), deutsche Journalistin und Fernsehregisseurin
- Baur, Uwe (* 1939), österreichischer Germanist
- Baur, Valentin (1891–1971), deutscher Politiker (SPD), MdL, MdB
- Baur, Wilhelm (1826–1897), evangelischer Theologe und Volksschriftsteller
- Baur, Wilhelm (1839–1921), deutscher Apotheker und Botaniker
- Baur, Wilhelm (1895–1973), deutscher Verleger und Politiker (CDU)
- Baur, Wilhelm (1905–1945), deutscher Verleger und Kulturfunktionär
- Baur, Willi (1913–1978), deutscher Bauingenieur
- Baur-Breitenfeld, Fidel von (1805–1882), württembergischer Generalleutnant und Kriegsminister
- Baur-Breitenfeld, Fidel von (1835–1886), württembergischer Diplomat und Gesandter
- Baur-Nütten, Gisela (1886–1981), deutsche Malerin und Grafiker der Düsseldorfer Schule
- Baur-Seelenbinder, Hede (* 1893), deutsche Bildhauerin
- Baur-Timmerbrink, Ute (* 1946), deutsche Autorin und Wegweiserin für Besatzungskinder

### Baura
- Baura, Antanas (* 1955), litauischer Politiker

### Baure
- Baurecht, Dietmar (* 1973), österreichischer Politiker (SPÖ)
- Bauregger, Josef, österreichischer Tischtennisspieler
- Baureis, Walter (1930–2014), deutscher Fußballspieler

### Bauri
- Bäurich, Heinz (* 1935), deutscher Sachbuchautor und Hochschullehrer
- Baurichter, Kurt (1902–1974), deutscher Politiker (SPD), MdL
- Bauriedl, Andreas (1879–1923), deutscher Kaufmann und Teilnehmer am Hitlerputsch
- Bauriedl, Otto (1881–1961), deutscher Maler, Grafiker und Illustrator
- Bauriedl, Sybille (* 1967), deutsche Geographin
- Bauriedl, Thea (1938–2022), deutsche Psychologin, Psychoanalytikerin und Buchautorin
- Bauriegel, Johann Christoph (1773–1850), deutscher Pädagoge

### Baurl
- Bäurle, Georg (1908–1980), deutscher Richter und Präsident des Bayerischen Verfassungsgerichtshofes
- Bäurle, Hans (1931–2024), deutscher Maler, Grafiker und Bildhauer
- Bäurle, Jakob (1838–1901), deutscher katholischer Geistlicher und Politiker, MdR
- Bäurle, Otto (1887–1951), deutscher Leichtathlet

### Baurm
- Baurmann, Jürgen (1941–2024), deutscher Germanist, Didaktiker und Hochschullehrer
- Baurmann, Michael (* 1952), deutscher Soziologe
- Baurmeister, Hans-Joachim (1898–1950), deutscher Generalmajor
- Baurmeister, Karl Friedrich Wilhelm von (1787–1840), preußischer Generalmajor, Kommandeur der 15. Landwehr-Brigade

### Bauro
- Bauroff, Claire (1895–1984), deutsche Tänzerin
- Bauroth, Holger (* 1965), deutscher Skilangläufer
- Bauroth, Richard (1884–1942), deutscher Bildhauer

### Baurs
- Baurschmidt, Bernhard (1839–1906), deutscher Regierungsbeamter und Politiker, MdR
- Baurschmidt, Karl Christian Daniel (1762–1837), deutscher Geistlicher und Pädagoge
- Baurschmidt, Karl Gustav Wilhelm (1806–1864), deutscher evangelischer Theologe und Geistlicher